# Kościół Świętego Donata w Zadarze
Kościół Świętego Donata (chor. Crkva sv. Donata) – świątynia katolicka w kształcie rotundy, znajdująca się w Zadarze, jeden z symboli tego miasta.
Wzniesiona została w IX wieku w stylu wczesnoromańskim (w niektórych źródłach przedromańskim albo bizantyńskim) z inicjatywy biskupa Zadaru, Donata (Donatusa), ogłoszonego później świętym. Kościół stanął w północno-wschodniej części dawnego rzymskiego forum. Okrągła świątynia, największa z tego okresu w Chorwacji, ma nietypowy cylindryczny kształt, z trzema wąskimi i wysokimi apsydami od wschodniej strony. Do budowy użyto fragmentów wcześniejszych rzymskich konstrukcji (dobrze widoczne są one wewnątrz i w murach zewnętrznych), a w całości przeniesiono do środka dwie antyczne kolumny. We wnętrzu, wysokim na 27 i szerokim na 22 metry, znajduje się piętro z galerią, do której prowadzą kręte schody.
Pomyślany początkowo jako obiekt wolno stojący, stał się częścią kompleksu biskupiego. Kościół pierwotnie nosił wezwanie Świętej Trójcy (Crkva Sv. Trojstva), lecz w XV wieku przemianowano go na kościół św. Donata. Sam budowniczy został w nim pochowany po swojej śmierci, jednak po wkroczeniu wojsk francuskich do Dalmacji w 1809 roku przeniesiono jego sarkofag do sąsiedniej katedry. Kościół został zbombardowany w czasie II wojny światowej, zniszczone zostało wówczas baptysterium pomiędzy nim a katedrą (po wojnie zrekonstruowano tylko jego fundamenty).
Kościół nie posiada obecnie żadnego wyposażenia i od dawna nie pełni już funkcji religijnych. Od 1893 do 1954 mieściło się w nim Muzeum Archeologiczne. Obecnie, ze względu na świetną akustykę, często odbywają się w nim koncerty muzyki poważnej, znane jako Glazbene večeri u sv. Donatu („Muzyczne wieczory u św. Donata”).

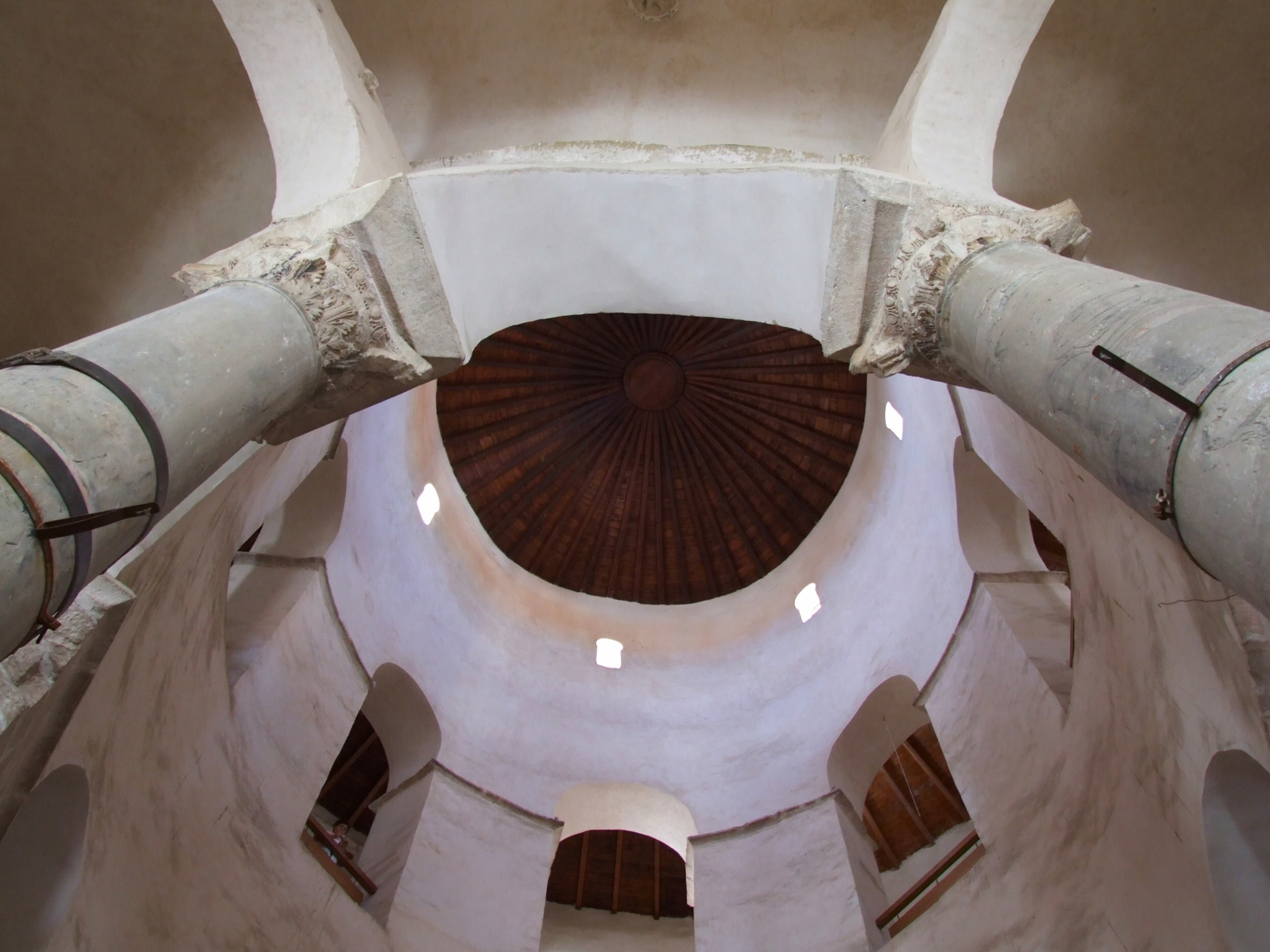
Wnętrze kościoła – widoczne dwie rzymskie kolumny
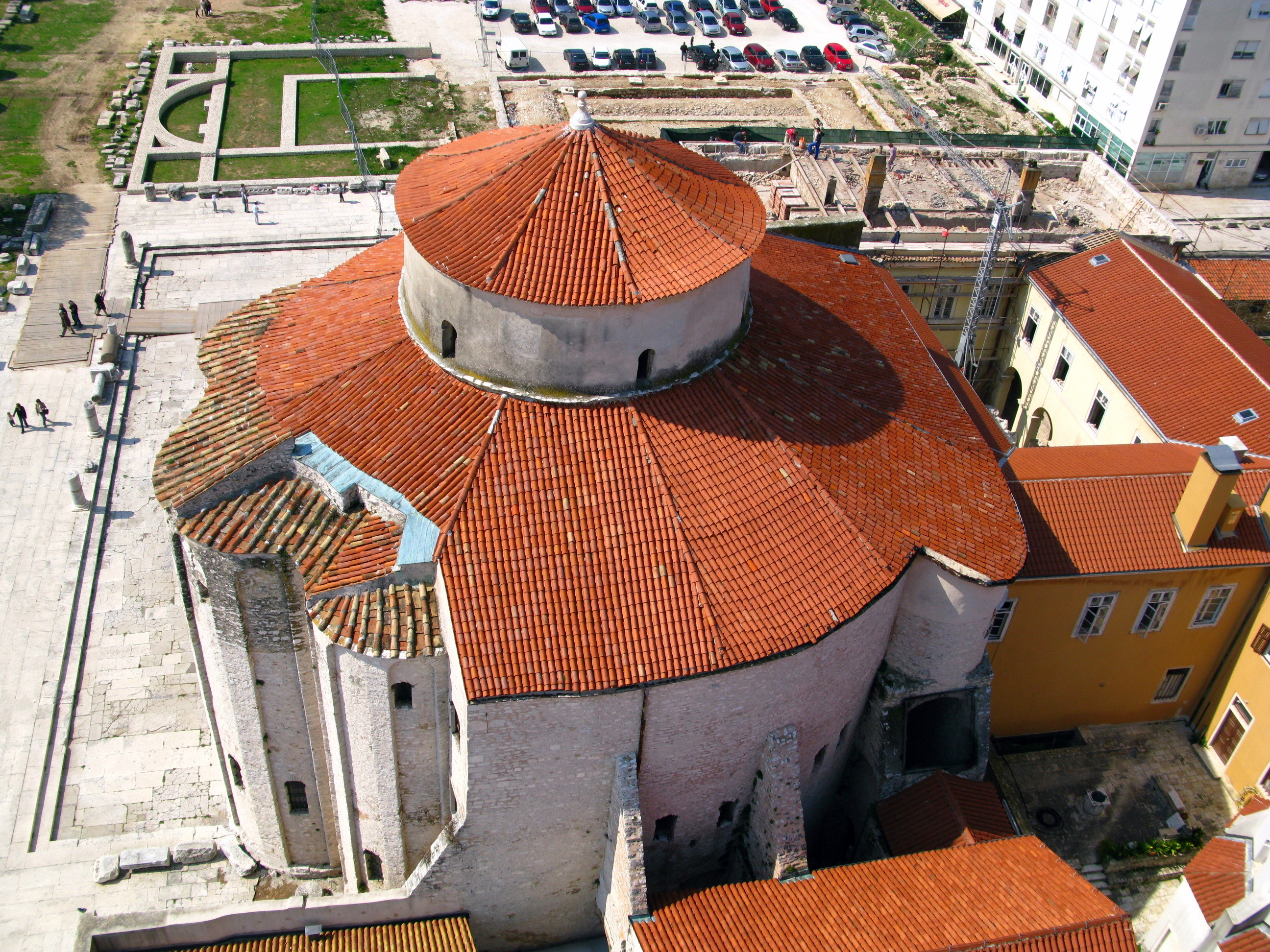
Widok z góry
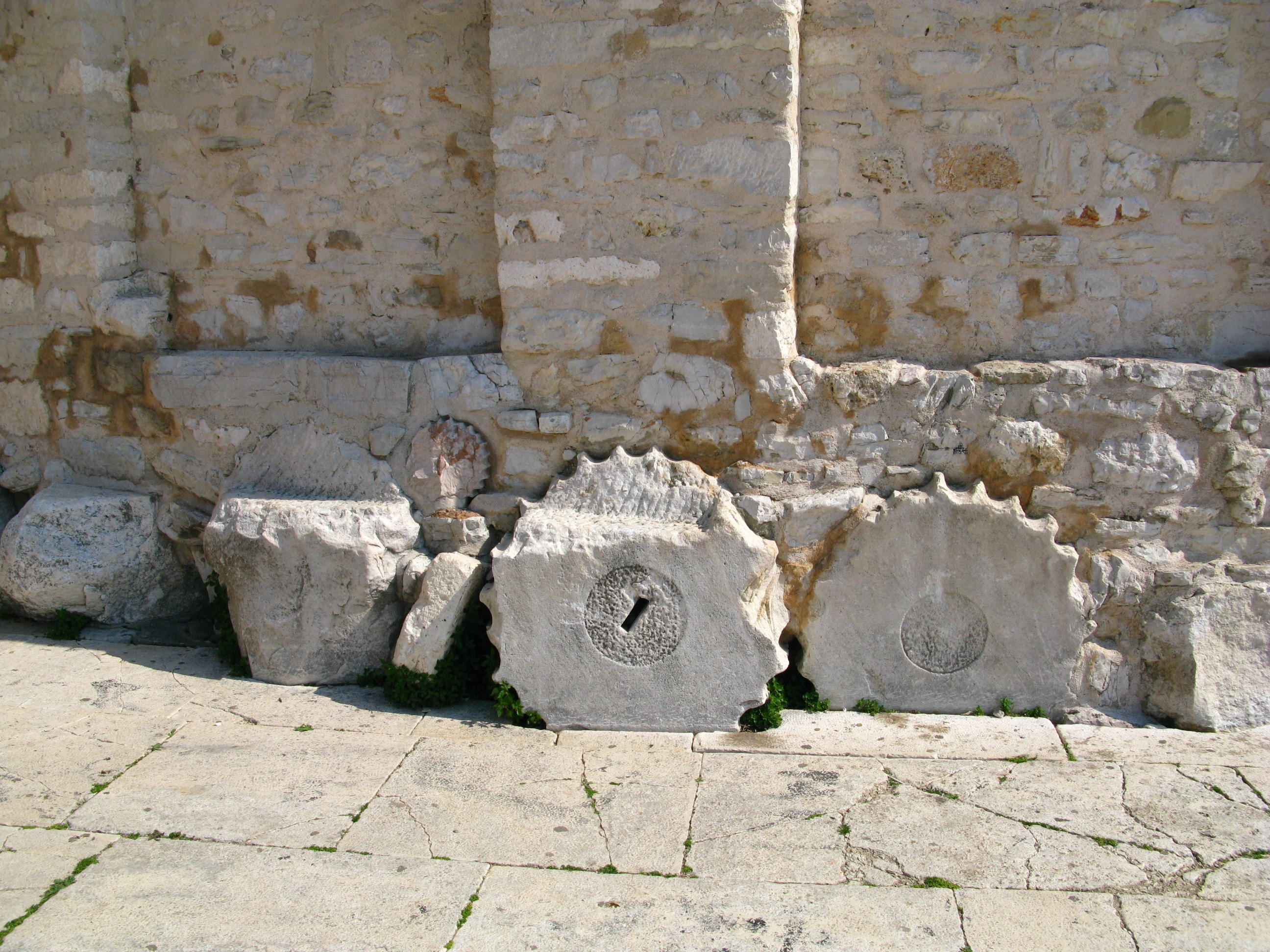
Fragmenty rzymskich kolumn użyte jako fundamenty
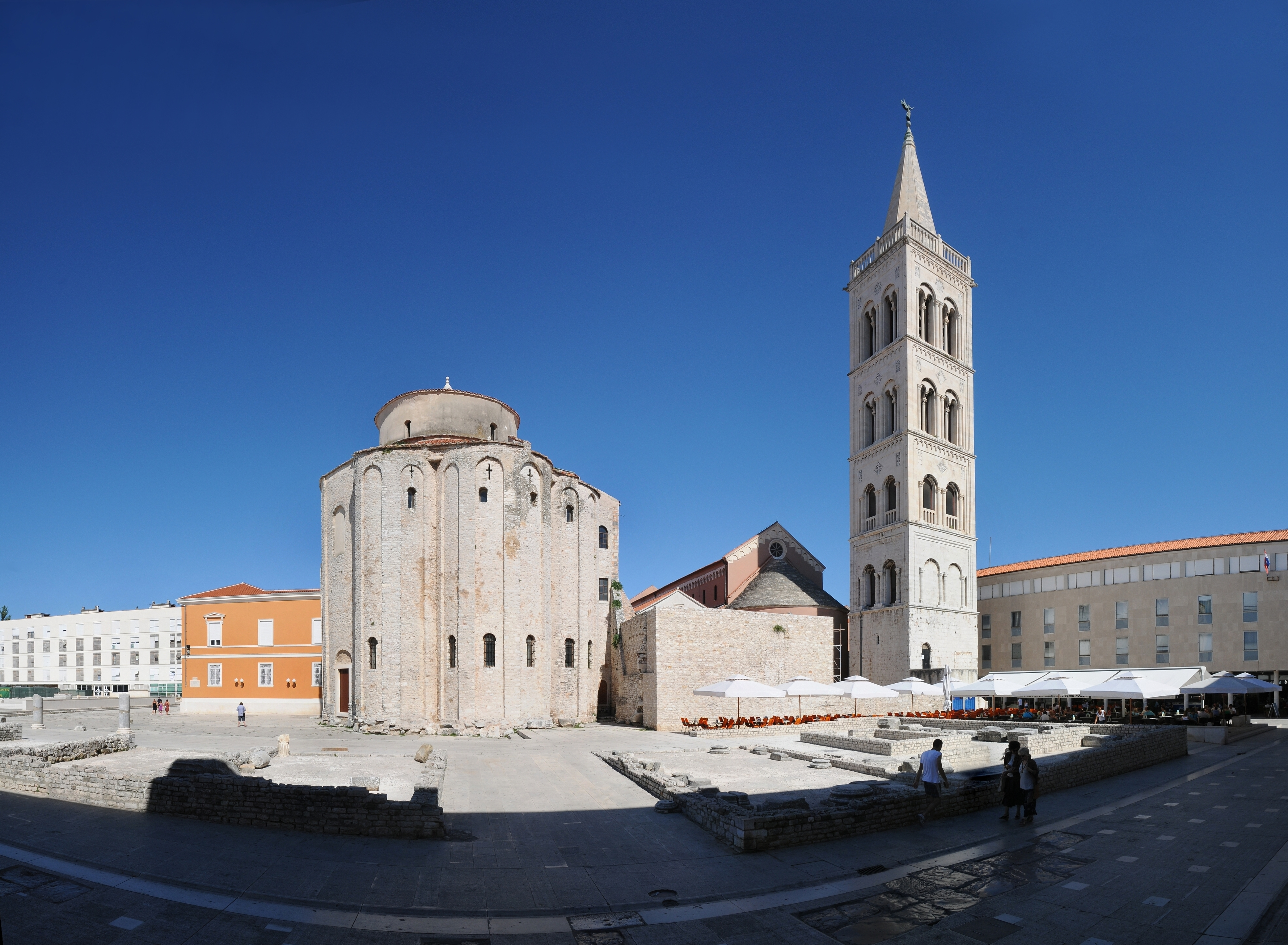
Panorama kościoła wraz z wieżą pobliskiej katedry